# Aethomys nyikae
Aethomys nyikae är en däggdjursart som först beskrevs av Thomas 1897.  Aethomys nyikae ingår i släktet Aethomys och familjen råttdjur. Inga underarter finns listade.
Arten når en kroppslängd (huvud och bål) av 120 till 156 mm, en svanslängd av 145 till 178 mm och en vikt av 56 till 106 g. Bakfötterna är cirka 28 mm långa och öronen är ungefär 20 mm stora. Den mjuka pälsen på ovansidan består av har som är gråa nära roten och ljusbruna, rödbruna eller svarta vid spetsen. Pälsen har därför ett mörkbrunt utseende med röda nyanser. Undersidans päls har en ljusgrå färg. På de mörka öronen förekommer några korta ljusbruna hår. På svansen är främst fjällen synliga men det finns några korta borstar. Svansen har en mörk ovansida och en ljus undersida. Antalet spenar hos honor är fyra som ligger vid ljumsken. Jämförd med Aethomys chrysophilus är ovansidans pälsfärg inte lika intensiv.
Denna gnagare förekommer i sydcentrala Afrika. Utbredningsområdet sträcker sig från östra Angola till Malawi. Arten vistas i torra skogar och kanske även i andra habitat.
Individerna lever ofta i mindre grupper och de vistas på marken. Honor som var dräktiga med 2 till 5 embryon upptäcktes.
För beståndet är inga hot kända och hela populationen bedöms som stor. IUCN kategoriserar arten globalt som livskraftig.